# Suzanne Cory
Suzanne Cory, AC, FRS (´Melbourne, 11 de março de 1942) é uma bióloga australiana.

## Biografía
É atualmente diretora do Walter and Eliza Hall Institute of Medical Research, professora de biologia médica da Universidade de Melbourne.